# Caspar Augustijnen
Caspar Augustijnen (8 maart 1999) is een Belgisch basketballer.

## Carrière
Augustijnen speelde in de jeugd van BBC Berchem en Sint Jan Basket, voordat hij zich bij de jeugdploegen van de Antwerp Giants vervoegde. Hij speelde sinds 2015 in de jeugdploegen en maakte zijn debuut voor de eerste ploeg in het seizoen 2020/21. Augustijnen speelde voornamelijk voor de tweede ploeg. In 2023 stope hij bij Antwerp en werd voltijds prof in het 3x3-basketbal.
Augustijnen is ook actief in het 3x3-basketbal, waar hij deel uitmaakt van Team Antwerp en Team Riffa.

## Erelijst
- Kampioen derde klasse: 2022

### World Tour
- 2022:  WT Debrecen
- 2024:  WT Shanghai[3]